# Refugio nacional de vida silvestre de Desecheo
Refugio Nacional de Vida Silvestre de Desecheo es un espacio protegido en la isla caribeña de Desecheo en el archipiélago y Estado Libre Asociado de Puerto Rico. Forma parte del Complejo de Refugios nacionales de vida silvestre de las Islas del Caribe.
La isla de Desecheo está situada a 14 millas (23 kilómetros) al oeste de Puerto Rico y está limitada por el océano Atlántico al norte y el mar Caribe al sur. El refugio incluye la escarpada isla en su totalidad. De 1940 a 1952 la isla fue utilizada para prácticas de bombardeo aéreo por el Departamento de Guerra de EE. UU. y desde 1952 hasta 1960 fue utilizada como zona de entrenamiento de supervivencia por la Fuerza Aérea de los EE. UU. Aunque anteriormente poseía una colonia de 15.000 piqueros pardos y 10.000 piqueros de patas rojas, actualmente no hay registro de que posee ninguna cría exitosa en la isla.